# Dalny (Schiff, 1914)
Die Dalny war ein französischer Frachtdampfer. Benannt wurde das Schiff nach dem ehemaligen russischen Namen der chinesischen Stadt Dalian. Es wurde als Waldeck für den Norddeutschen Lloyd gebaut, 1919 als Kriegsreparation an Frankreich ausgeliefert, 1942 vom Deutschen Reich in Besitz genommen und 1943 durch Torpedotreffer im Mittelmeer zerstört.

## Geschichte

### Waldeck
Das Schiff lief am 1. September 1914 mit der Baunummer 572 bei der Werft Bremer Vulkan mit dem Namen Waldeck vom Stapel. Es war das achte von zwölf Schiffen der für den Norddeutschen Lloyd gebauten Rheinland-Klasse. Es war 143,60 m lang und 18,04 m breit, hatte 8,81 m Tiefgang und war mit 6850 BRT vermessen. Eine Dreifachexpansions-Dampfmaschine mit 4000 PSi und eine Schraube ergaben eine Höchstgeschwindigkeit von 12,5 Knoten. Die Waldeck war das erste Schiff ihrer Klasse, das über eine Kabinenausrüstung für sechs Passagiere der Ersten Klasse verfügte. Die Besatzung bestand aus 56 Mann.
Die Waldeck war für den Liniendienst nach Australien vorgesehen, erlebte aber wegen des Kriegsausbruchs keinen Einsatz mehr.

### Dalny
Nach dem Ende des Krieges wurde die Waldeck am 26. März 1919 als Teil der deutschen Reparationsleistungen an Frankreich ausgeliefert. Sie wurde von der Reederei Compagnie Maritime des Chargeurs Réunis bereedert, die mit der bei Tecklenborg während des Krieges fertiggestellten Altenburg auch noch ein Schwesterschiff erhielt. 1920 wurden beide Schiffe angekauft und in Dalny und Camranh umbenannt. Die Camranh ex Altenburg ging allerdings schon am 4. September 1920 auf der Rückreise von Saigon nach Frankreich nahe Singapur durch Strandung verloren. Die Dalny wurde im Frachtverkehr auf allen Linien der französischen Reederei eingesetzt.

### Einsatzversuch unter deutscher Flagge
Ende November 1942 wurde die wegen des Kriegs in Marseille aufliegende Dalny im Zuge des Laval-Kaufmann-Abkommens von deutschen Marinesoldaten für das Reichskommissariat für die Seeschifffahrt mit der internen und vorläufigen Bezeichnung Felix 20 in Besitz genommen. Am 26. Dezember 1942 wurde das Schiff zur Bereederung an die Zweigstelle Marseille der Mittelmeer-Reederei übergeben und am 30. Dezember mit deutscher Besatzung und unter der Reichsdienstflagge in Dienst gestellt.
Am 9. Januar 1943 lief sie, nun mit der internen Bezeichnung Fritz 94, beladen mit für Kreta bestimmten Kränen nach Genua aus. Auf der Fahrt wurde sie am 10. Januar beim Capo Berta, etwa 25 Seemeilen östlich von San Remo, von dem britischen U-Boot Tribune torpediert und so schwer beschädigt, dass ihre Besatzung sie beim wenige Kilometer weiter östlich gelegenen Capo Cervo auf Strand setzen musste. Am folgenden Tag griff die Tribune ein zweites Mal mit Torpedos an, wodurch der Frachter noch weiter beschädigt wurde, ohne jedoch zu sinken. Das Schiff wurde noch während der Bergungsarbeiten am 4. Juni 1943 von dem freifranzösischen U-Boot Arèthuse erneut torpediert und danach wiederum beim Capo Cervo auf Grund gesetzt. Dort erhielt es in der Folge noch Bombentreffer und überlebte am 15. September einen Torpedoangriff des niederländischen U-Boots Dolfijn. Das Wrack wurde schließlich doch noch nach Marseille geschleppt, wo es am 22. August 1944 gesprengt und 1945 abgebrochen wurde.